# Mosteiro de Santa Maria de Oseira

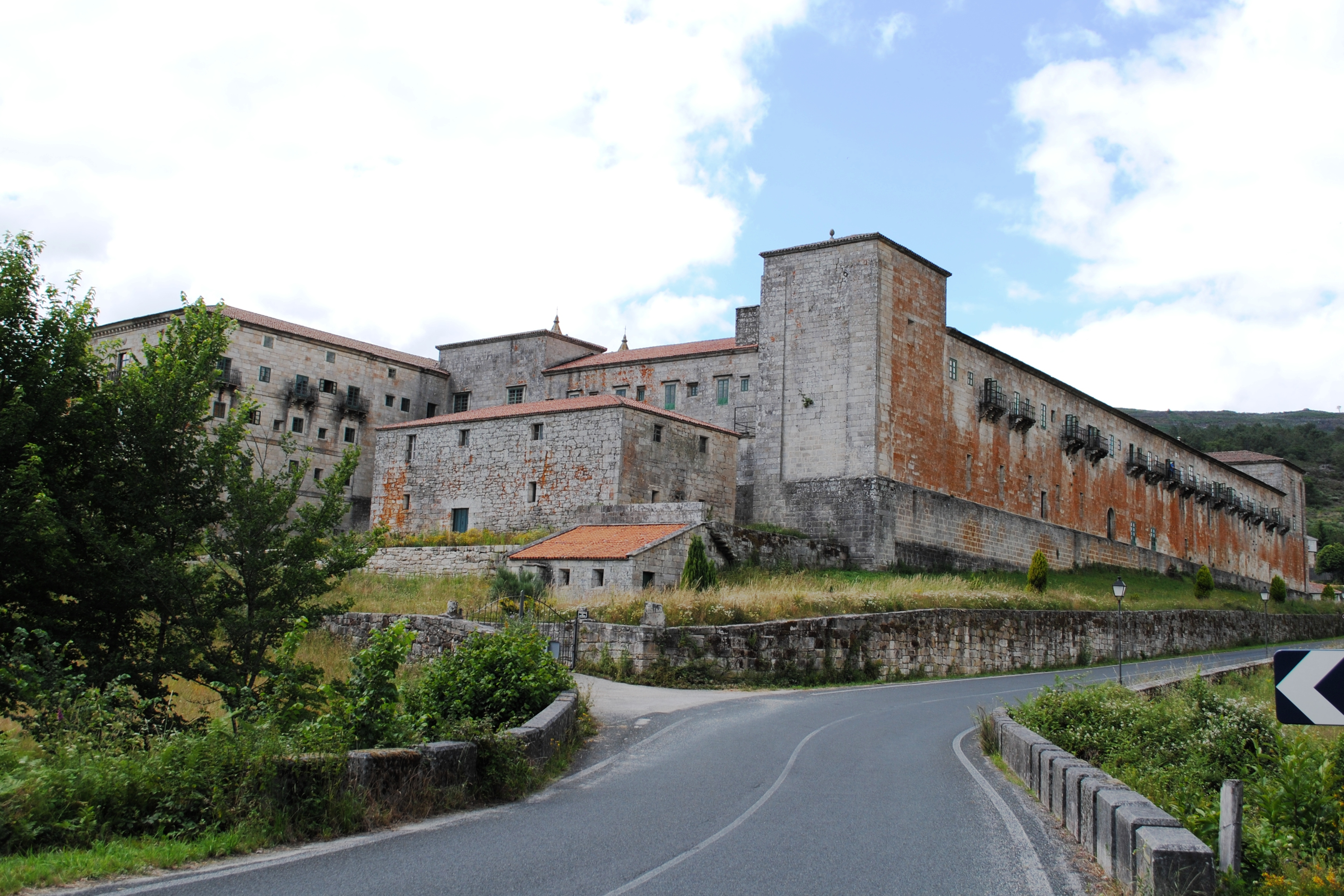
Imagem do conjunto.

O Mosteiro de Oseira é um mosteiro medieval de fundação beneditina que ao longo da sua história teve uma grande importância econômica e social para a comarca e terras mais distantes.
Situa-se na paróquia de Oseira, no concelho de San Cristovo de Cea, província de Ourense.

## História
Sabe-se de sua existência desde 1137, mas logo nos primeiros anos converteu-se num mosteiro dependente da Ordem de Cister e no ano 1141 estabeleceu-se uma colônia de monges franceses enviados por São Bernardo.
No ano 1835 como consequência da desamortização de Mendizábal, os frades deixaram o convento, que ficou totalmente abandonado; os monges retornaram somente em 1929, dando início à sua reconstrução.

## Descrição
A igreja abacial foi construída entre os anos 1200 e 1239 aproximadamente e é considerada uma das obras primas da arquitetura cisterciense da Península Ibérica, com característico estilo românico ogival, e foi claramente influenciada pelas igrejas de peregrinação. A sala capitular do mosteiro data de fins do século XV e é sustentada por quatro colunas centrais de fustes torsos rematando numa original abóbada.
No antigo refeitório do Mosteiro pode-se visitar o lapidário ou Museu da Pedra, uma coleção de objetos e restos de pedra obtidos durante as restaurações feitas no Mosteiro e as escavações arqueológicas: lápides, capitéis, colunas, elementos decorativos etc.

## Galeria de imagens

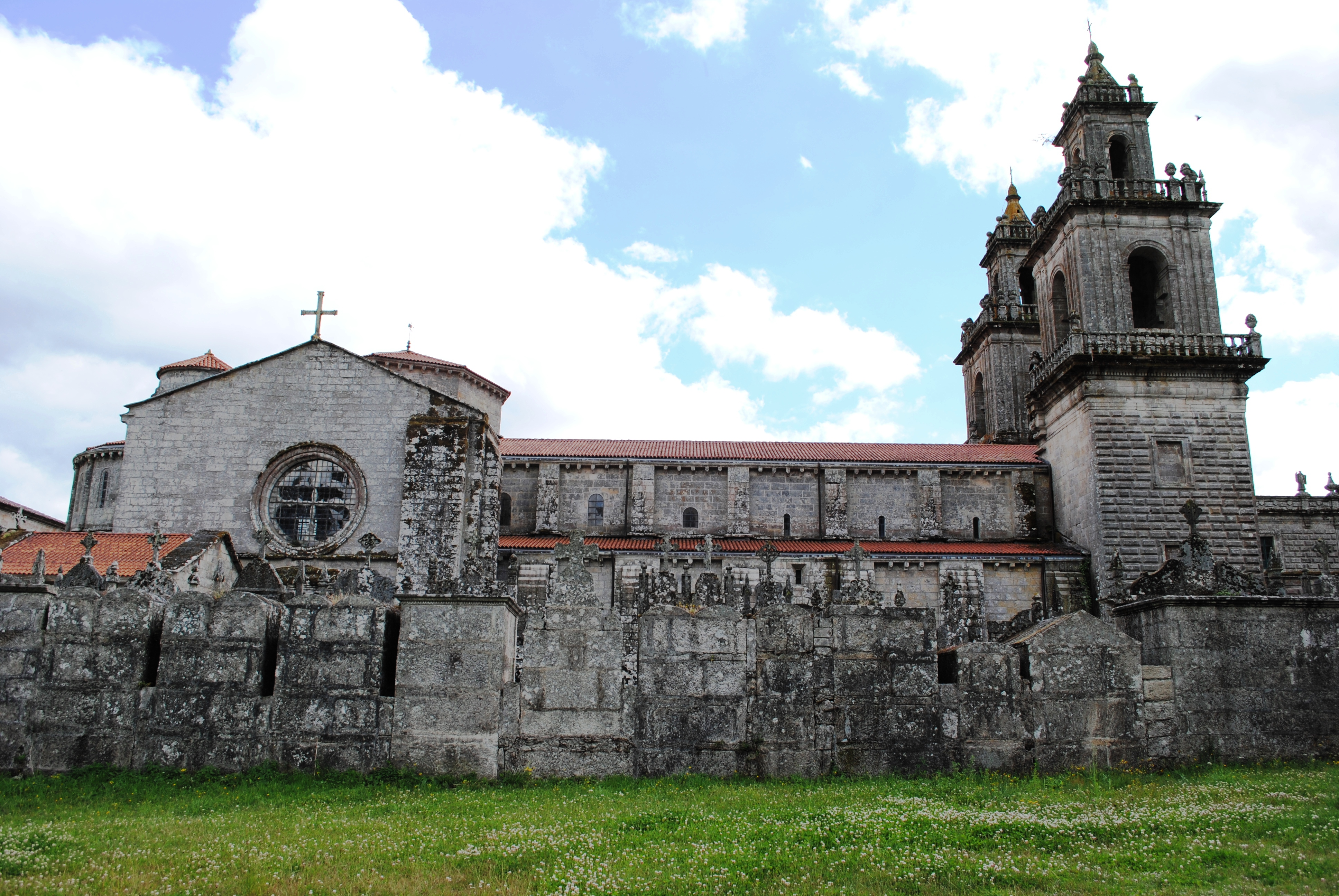
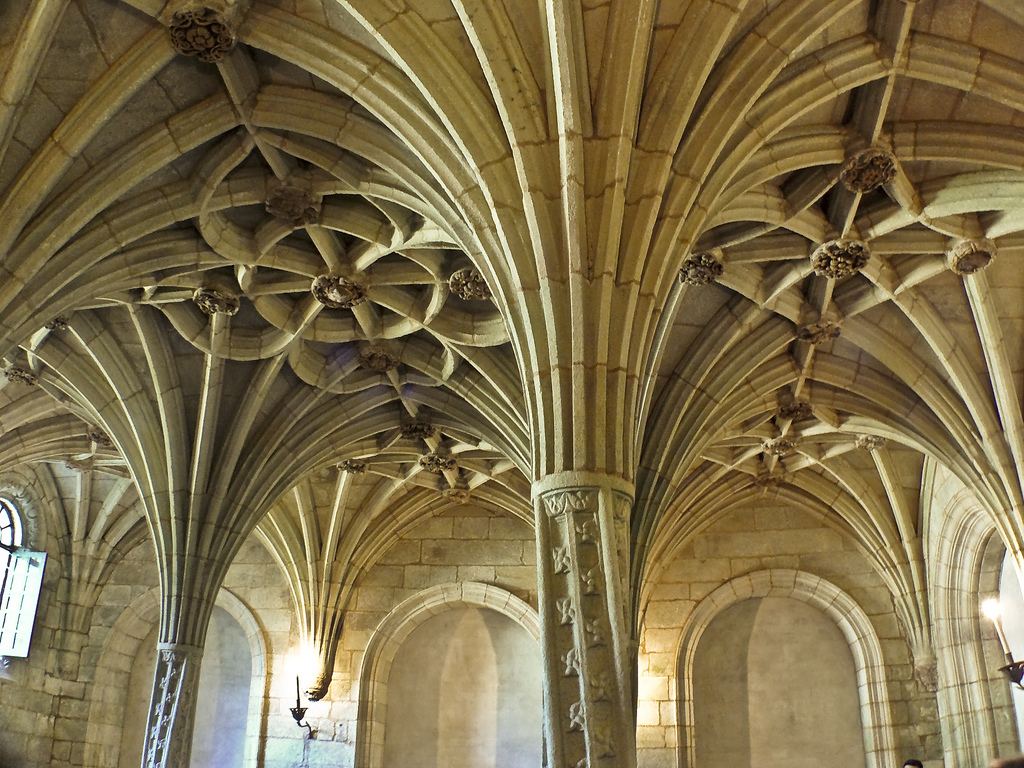
Sala capitular
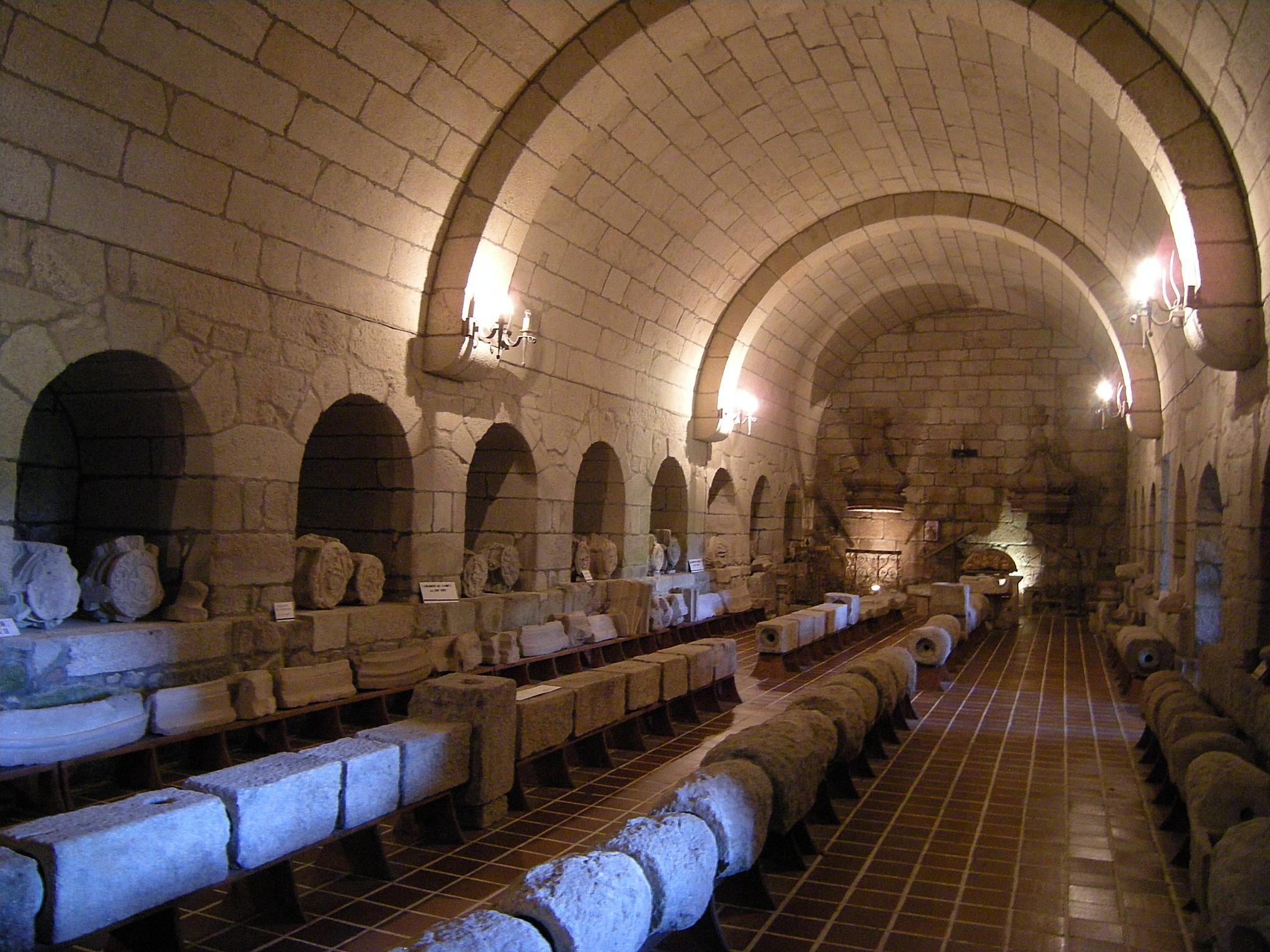
Refeitório
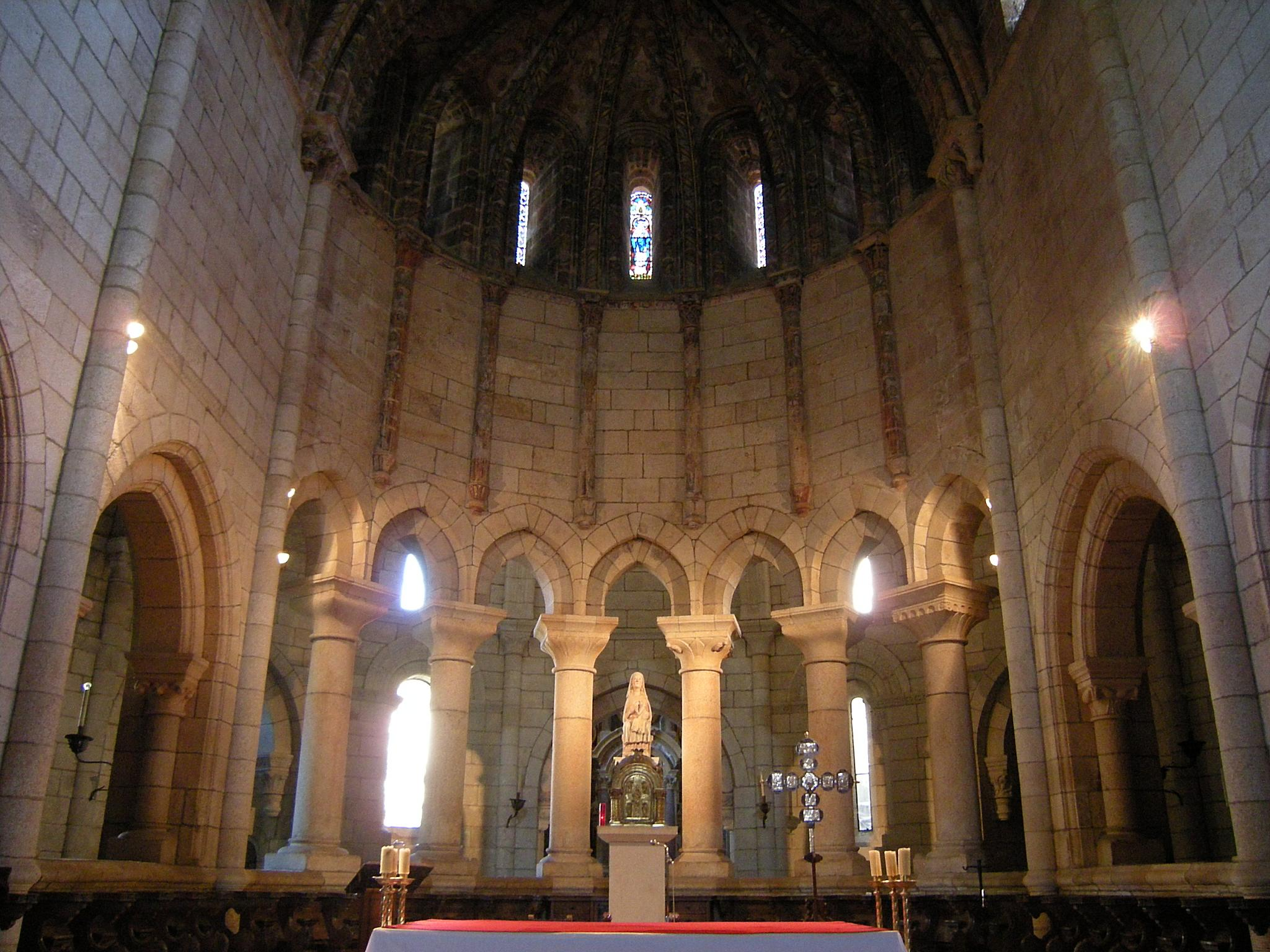
Altar maior
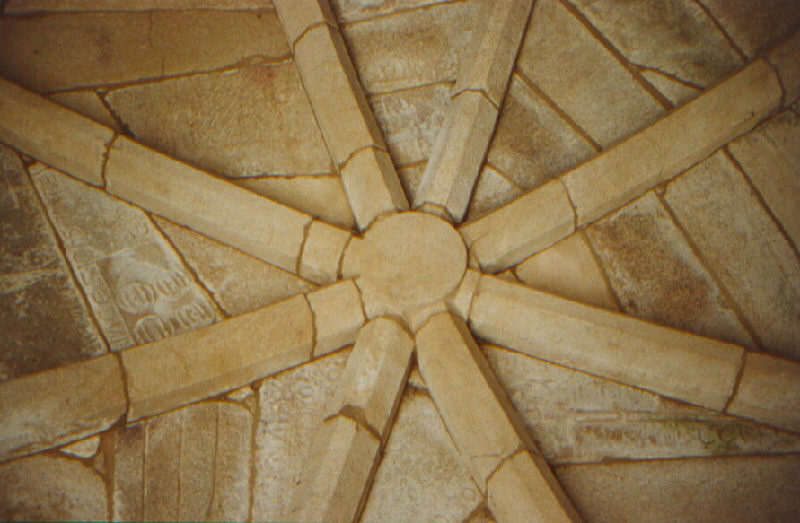
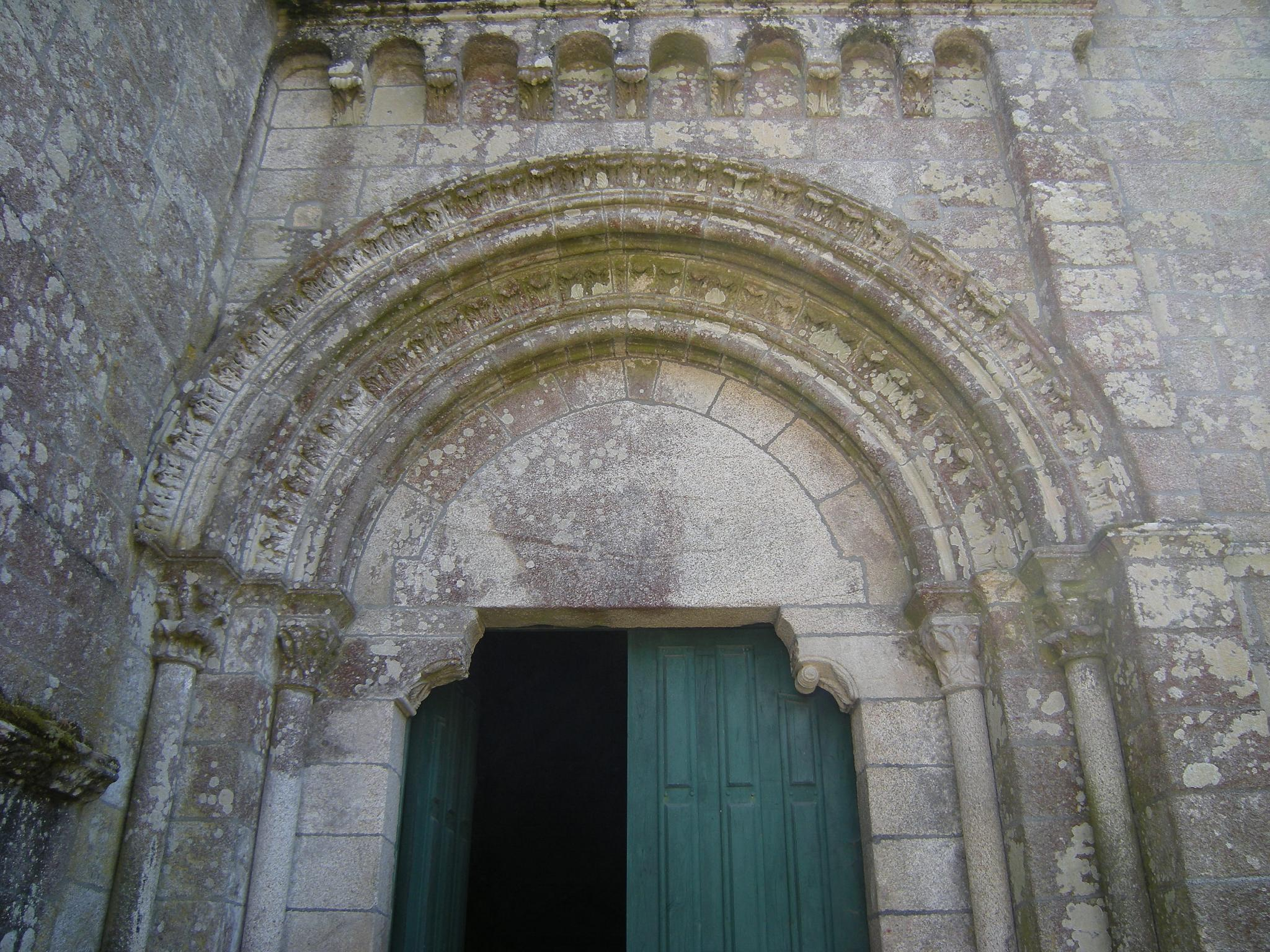
Porta setentrional
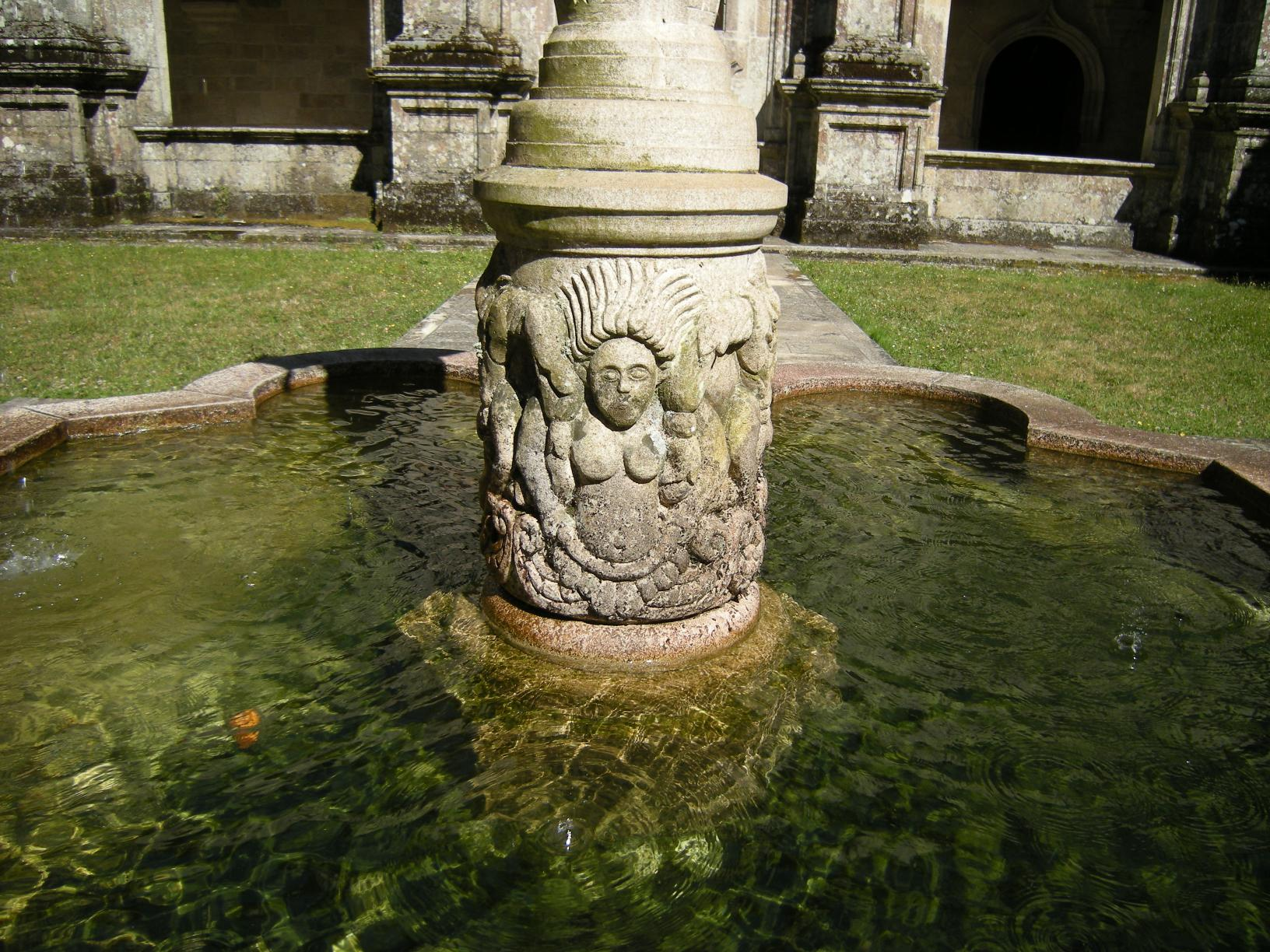
Fonte dos medalhões
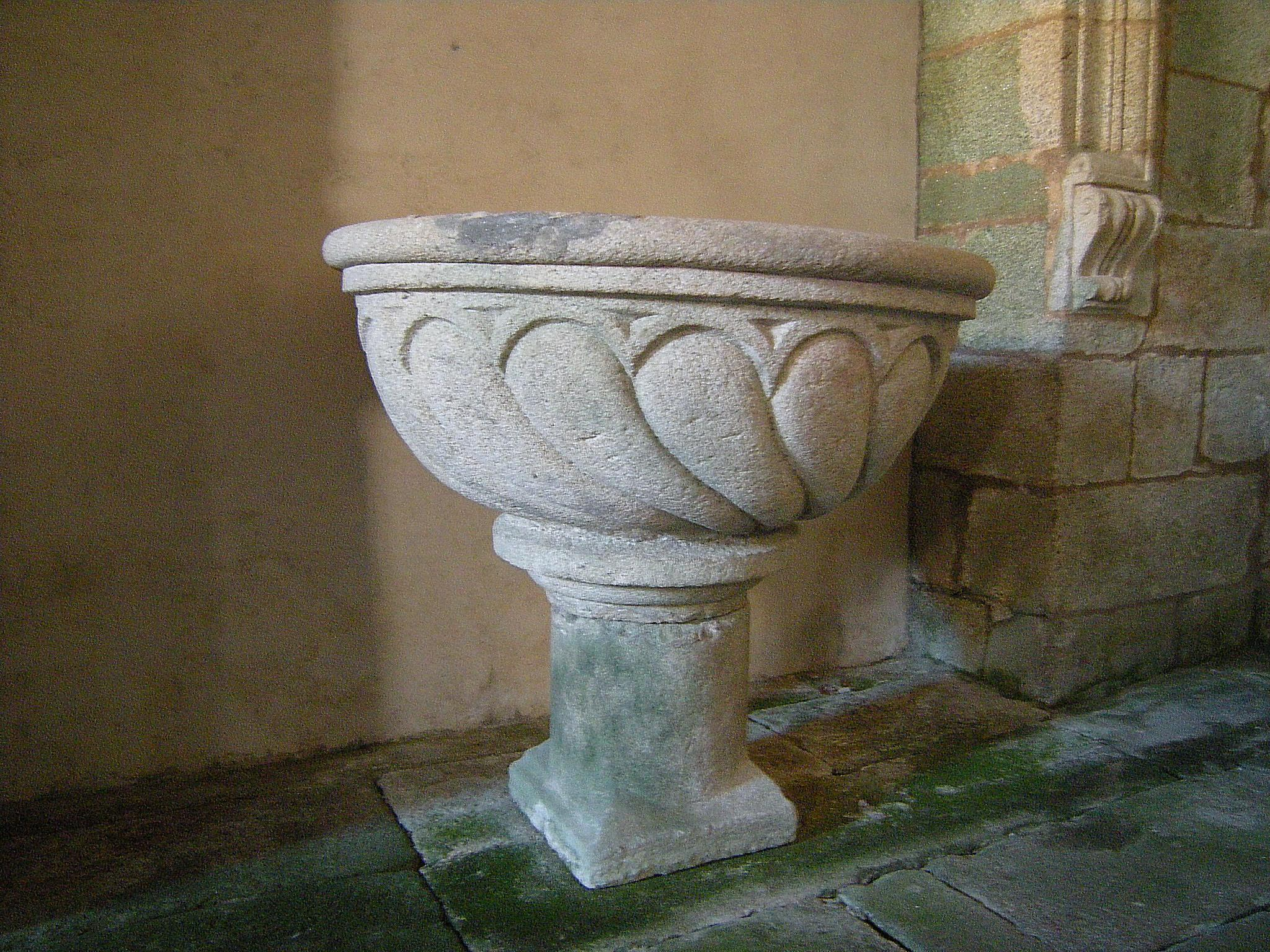
Pia batismal
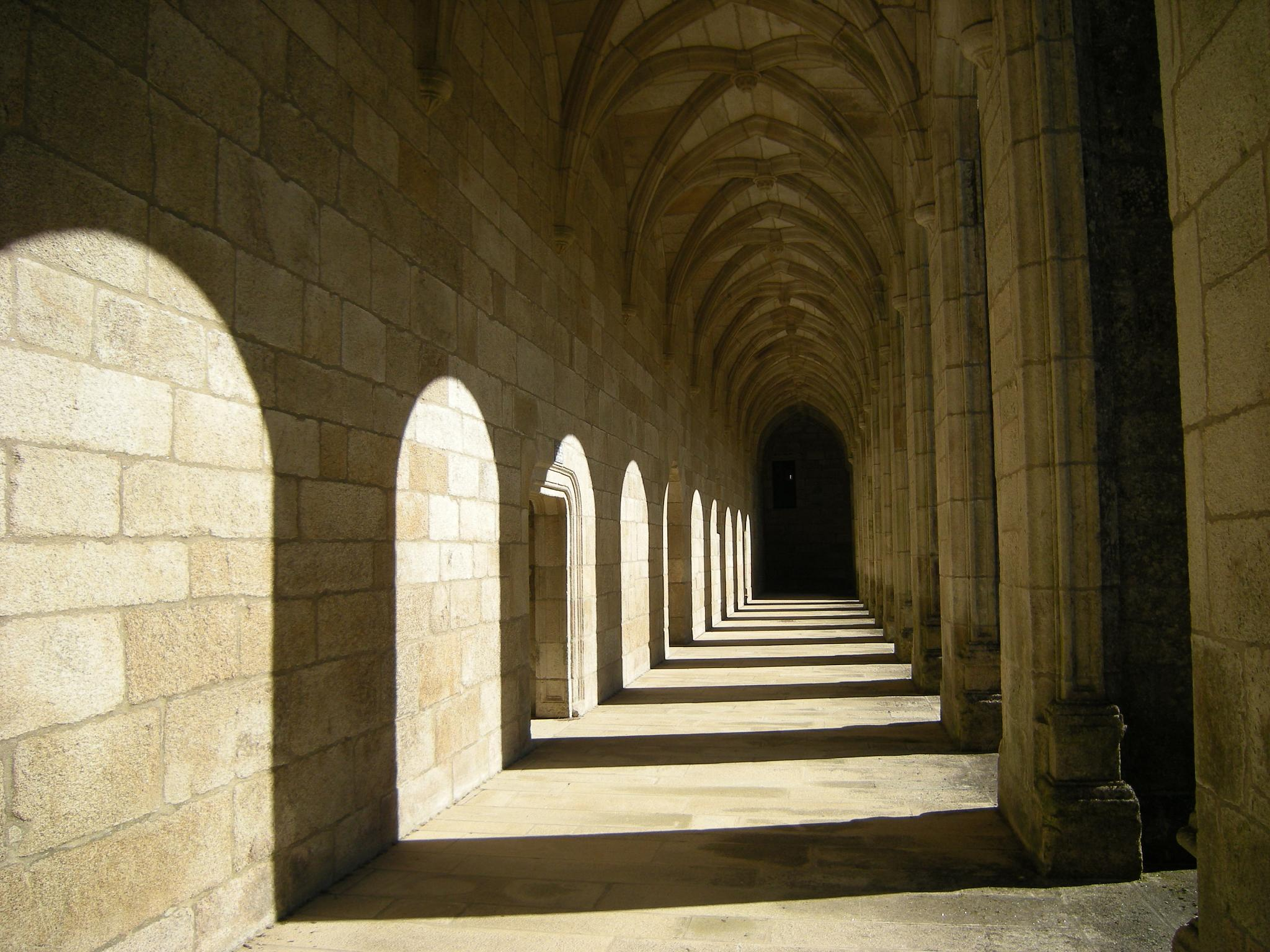
Claustro
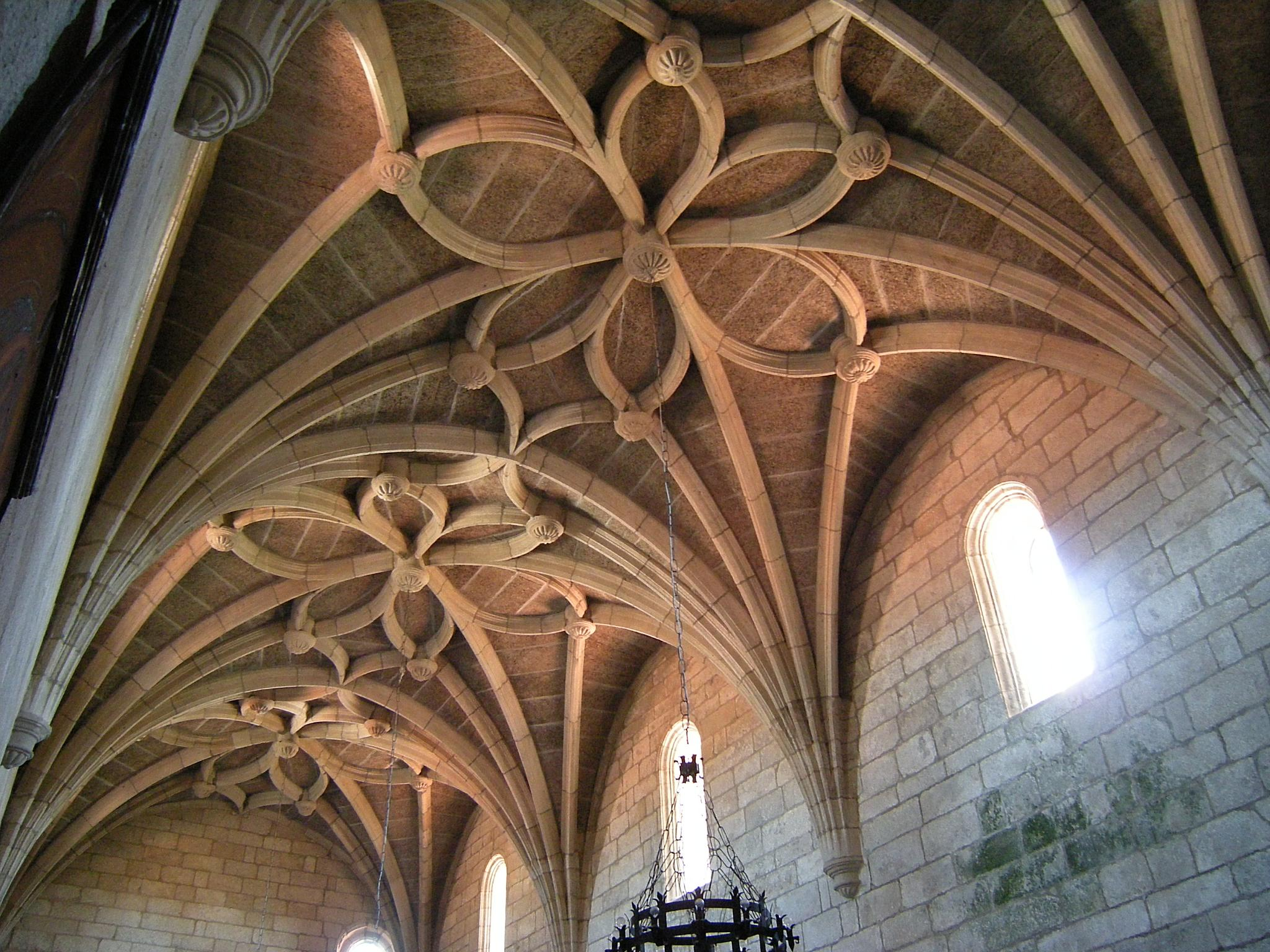
Abóbada em cruzaria no refeitório
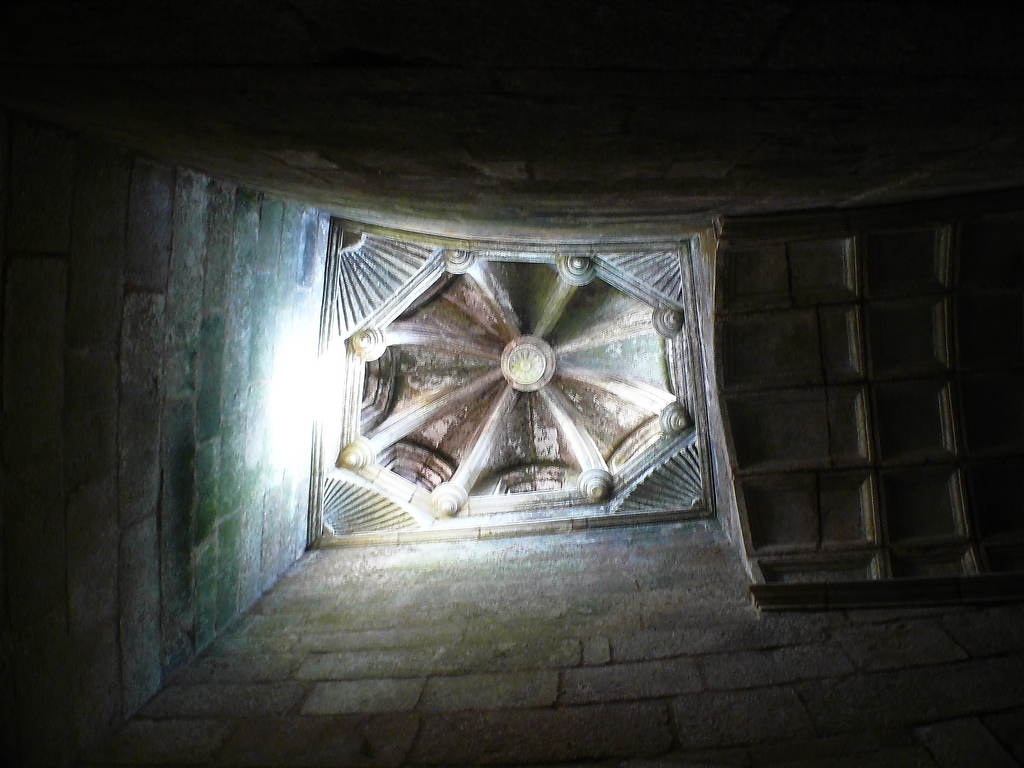
Cúpula
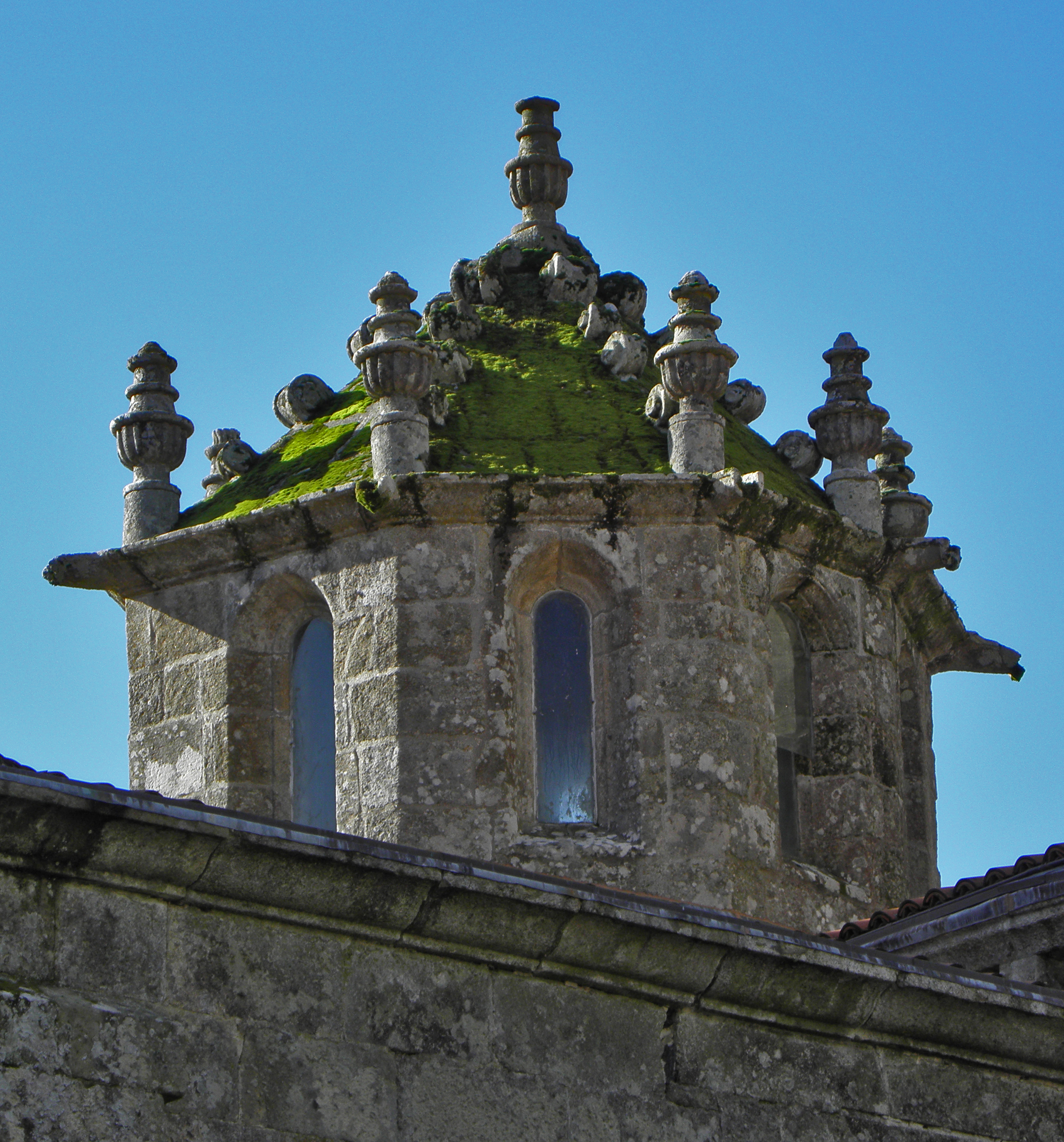
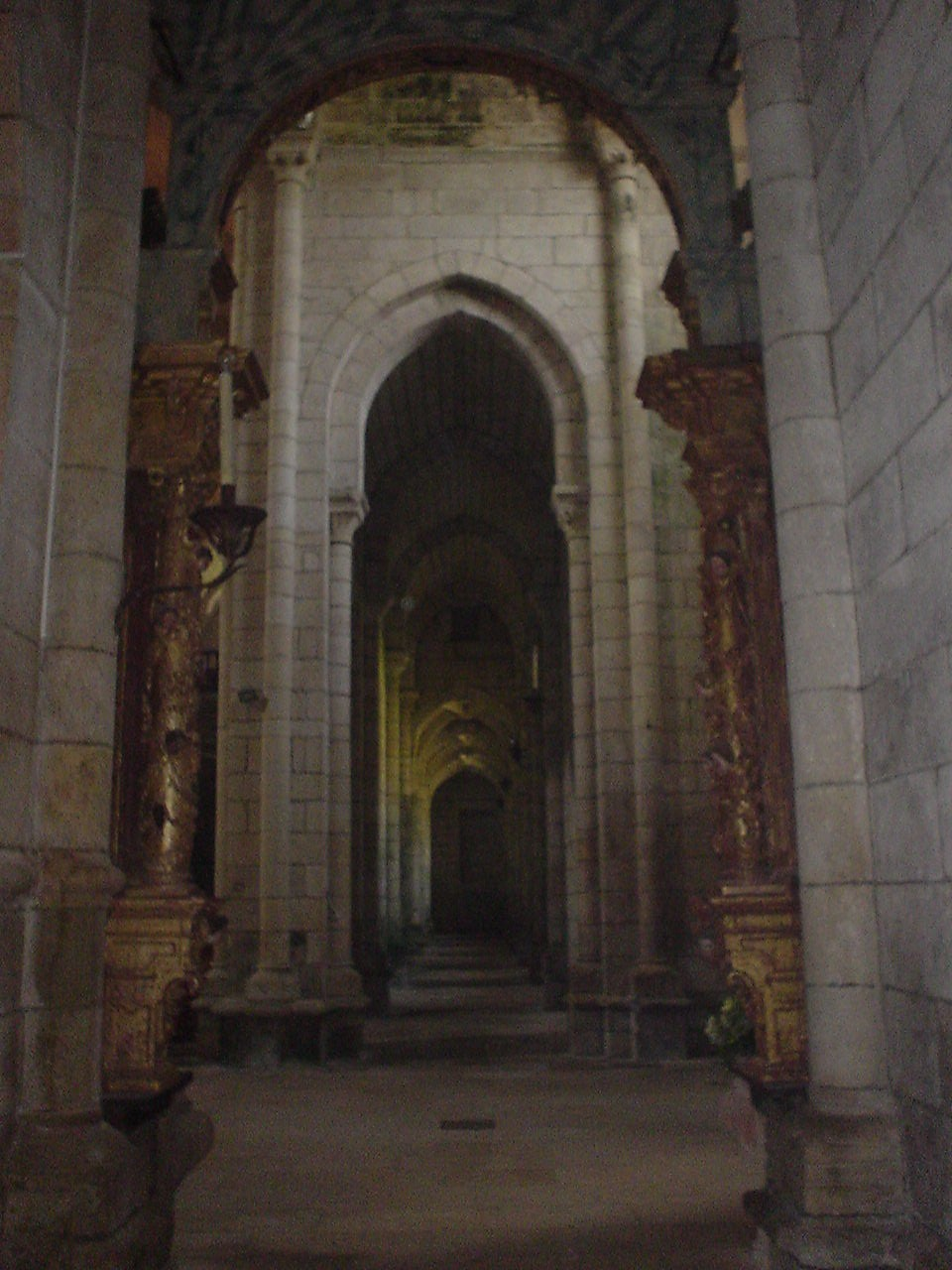